# UltraBackup
UltraBackup est une application de sauvegarde de données pour Windows écrite en Delphi par Adrien Reboisson.
Elle est diffusée en tant que freeware comme outil de sauvegarde locale et est commercialisée comme solution de sauvegarde client/serveur sous l'appellation UltraBackup NetStation.

## Versions actuelles

### UltraBackup Home
UltraBackup Home est un outil de sauvegarde de données gratuit destiné à automatiser la sauvegarde de dossiers, en préservant leur structure originale ou en les sauvegardant sous forme d'archive ZIP.

### UltraBackup Netstation
UltraBackup Netstation est une application de sauvegarde de données client/serveur qui permet de centraliser le stockage de données sur un poste serveur administrable à distance.

## Anciennes versions

### UltraBackup 4
UltraBackup 4 (2004) était une solution de sauvegarde de données destinée à automatiser la sauvegarde de dossiers, en préservant leur structure originale ou en les sauvegardant sous forme d'archive ZIP.
Elle proposait, entre autres, les fonctionnalités suivantes :
- Envoi automatique de rapport de sauvegarde par e-mail
- Filtres d'exclusion et d'inclusion de certains types de fichiers
- Restauration des données sauvegardées
- Exécution de programmes pré- ou/et post-copie : UltraBackup permet de définir des hooks juste avant de lancer la copie par exemple, ou une fois qu'elle est terminée. L'utilisateur spécifie l'application qui se lancera à ce moment-là. Cela peut être un .com, un .exe ou un .bat. Il est également possible d'exécuter une application avec un argument, par exemple un script vbs passé à l'interpréteur de script Wscript.exe
- Sauvegarde à l'ouverture et/ou la fermeture de Windows.
- Vérification de la présence d'un disque externe et demande d'insertion du disque s'il n'est pas présent

En utilisant les tâches planifiées de Windows, la possibilité était offerte de lancer un fichier de type .ub4 et ainsi d'automatiser la sauvegarde.
UltraBackup 4 était compatible avec toutes les versions 32 bits de Microsoft Windows.

### UltraBackup 2007
À l'instar d'autre logiciels de sauvegarde, cette version utilisait une base de données pour virtualiser l'arborescence sauvegardée, le moteur exploité étant le logiciel libre Firebird.
UltraBackup 2007 proposait comme fonctionnalités et à titre d'exemple la sauvegarde en arrière-plan par une application service, la conservation de versions successives pour un même fichier (avec options intégrées de suppression des versions obsolètes), la recherche globalisées de fichiers sauvegardés, la compression et le chiffrement utilisant des algorithmes standardisés comme Blowfish ou Rijndael et la génération de rapports de contrôles détaillés pour l'exécution des sauvegardes.
Le stockage des fichiers de sauvegarde est fondamentalement différent de celui d'UltraBackup 4. L'archive de sauvegarde est constituée d'un ensemble de fichiers éclatés dans divers dossiers, représentant les versions des documents sauvegardés, et identifiés grâce à leur numéro unique de sauvegarde. La non-compression en un fichier unique préserve l'intégrité des versions en cas de défaillance disque et autorise la synchronisation sur d'autres sites de stockage avec des utilitaires comme Rsync.
UltraBackup 2007 n'était pas un logiciel libre mais son auteur propose sur son site des documents décrivant le format de stockage utilisé et permet son exploitation par des applications tierces.